# Crusader Kings
Crusader Kings is een grand strategy computerspel ontwikkeld door Paradox Interactive, en maakt gebruik van de Europa Universalis engine.
Waar het bij de andere spellen van Paradox Entertainment vaak de bedoeling is een staat te leiden, dient men in dit spel een dynastie te besturen, uitbreiden en deze te laten overleven doorheen het spel. De leden van de dynastie, die de hofhouding vormen, hebben allen eigen kenmerken naargelang de opvoeding en erfelijkheid. Door deze goed te gebruiken is het mogelijk om de macht van de dynastie uit te breiden over een groter gebied door personele unies tot stand te laten komen of meerdere titels te claimen. De tijdspanne die het spel omvat begint in 1066 en eindigt in 1452.

## Ontvangst
| Beoordeeld door                | Platform | Datum             | Score |
| ------------------------------ | -------- | ----------------- | ----- |
| Worth Playing                  | Windows  | 28 september 2004 | 86%   |
| GameSpot                       | Windows  | 10 juni 2004      | 82%   |
| IGN                            | Windows  | 24 september 2004 | 76%   |
| Game Captain                   | Windows  | 7 juli 2004       | 67%   |
| GameSpy                        | Windows  | 8 juni 2004       | 60%   |
| Adrenaline Vault, The (AVault) | Windows  | 27 augustus 2004  | 60%   |
| GameStar (Duitsland)           | Windows  | mei 2004          | 52%   |
| Gamers.at                      | Windows  | 10 september 2004 | 49%   |
| PC Action                      | Windows  | 12 mei 2004       | 45%   |
| Joystick (Frans)               | Windows  | juli 2004         | 30%   |